# Eucremastus inexspectatus
Eucremastus inexspectatus là một loài tò vò trong họ Ichneumonidae.